# Flugplatz Tabiteuea Nord

i7
i11
i13
Der Flugplatz Tabiteuea Nord (englisch Tabiteuea North Aerodrome, IATA-Code: TBF, ICAO-Code: NGTE) liegt im Süden der Insel Nuribenua an der Verbindung zur südlich gelegenen Insel Tauma im Tabiteuea-Atoll im Archipel der Gilbertinseln, die zum Staat Kiribati gehören.
Air Kiribati legt bei nahezu allen Flügen vom Bonriki International Airport auf Tarawa zu den südlicher gelegenen Inseln einen Zwischenstopp auf dem Flugplatz Tabiteuea Nord ein. Deshalb gibt es oft mehrmals am Tag Flugverbindungen zwischen Tarawa und Tabiteuea.

## Fluggesellschaften
- Air Kiribati